# Comunità montana Alta Langa e Langa delle Valli Bormida e Uzzone
La comunità montana Alta Langa e Langa delle Valli Bormida e Uzzone era una delle sei comunità montane della provincia di Cuneo.
L'ente è stato soppresso, insieme alle altre comunità montane del Piemonte, con la Legge regionale 28 settembre 2012, n. 11.

## Geografia fisica

### Territorio
Nata dall'accorpamento di due enti montani preesistenti, era formata da trentanove comuni: Albaretto della Torre, Arguello, Belvedere Langhe, Benevello, Bergolo, Bonvicino, Borgomale, Bosia, Bossolasco, Camerana, Castelletto Uzzone, Castino, Cerretto Langhe, Cissone, Cortemilia, Cossano Belbo, Cravanzana, Feisoglio, Gorzegno, Gottasecca, Igliano, Lequio Berria, Levice, Mombarcaro, Monesiglio, Murazzano, Niella Belbo, Paroldo, Perletto, Pezzolo Valle Uzzone, Prunetto, Rocchetta Belbo, Saliceto, San Benedetto Belbo, Santo Stefano Belbo, Serravalle Langhe, Somano, Torre Bormida e Trezzo Tinella.

## Le comunità accorpate

### Comunità montana Langa delle Valli Bormida e Uzzone
Nota spesso semplicemente come Comunità montana Langa delle Valli, aveva sede a Torre Bormida. Raggruppava i comuni di Bergolo, Castelletto Uzzone, Castino, Cortemilia, Cossano Belbo, Gorzegno, Gottasecca, Levice, Monesiglio, Perletto, Pezzolo Valle Uzzone, Prunetto, Rocchetta Belbo, Saliceto, Santo Stefano Belbo e Torre Bormida

### Comunità montana Alta Langa
Costituita con decreto del presidente della Giunta regionale del Piemonte n. 99 del 14 agosto 2003, aveva sede a Bossolasco.
Ubicata nella parte orientale della provincia, era composta da ventuno comuni: Albaretto della Torre, Arguello, Belvedere Langhe, Benevello, Bonvicino, Borgomale, Bosia, Bossolasco, Camerana, Cerreto Langhe, Cissone, Cravanzana, Feisoglio, Lequio Berria, Mombarcaro, Murazzano, Niella Belbo, San Benedetto Belbo, Serravalle Langhe, Somano e Trezzo Tinella, per una superficie complessiva di 218,75 km2. la popolazione dell'area, secondo il censimento del 2001, ammontava a 8.116 abitanti, per una densità media pari a 37,1 abitanti/km2.